# Didymosphaeria oblitescens
Didymosphaeria oblitescens är en lavart som först beskrevs av Berk. & Broome, och fick sitt nu gällande namn av Pier Andrea Saccardo 1871. Didymosphaeria oblitescens ingår i släktet Didymosphaeria och familjen Didymosphaeriaceae.  Arten är reproducerande i Sverige. Inga underarter finns listade i Catalogue of Life.